# Мистецтво Китаю

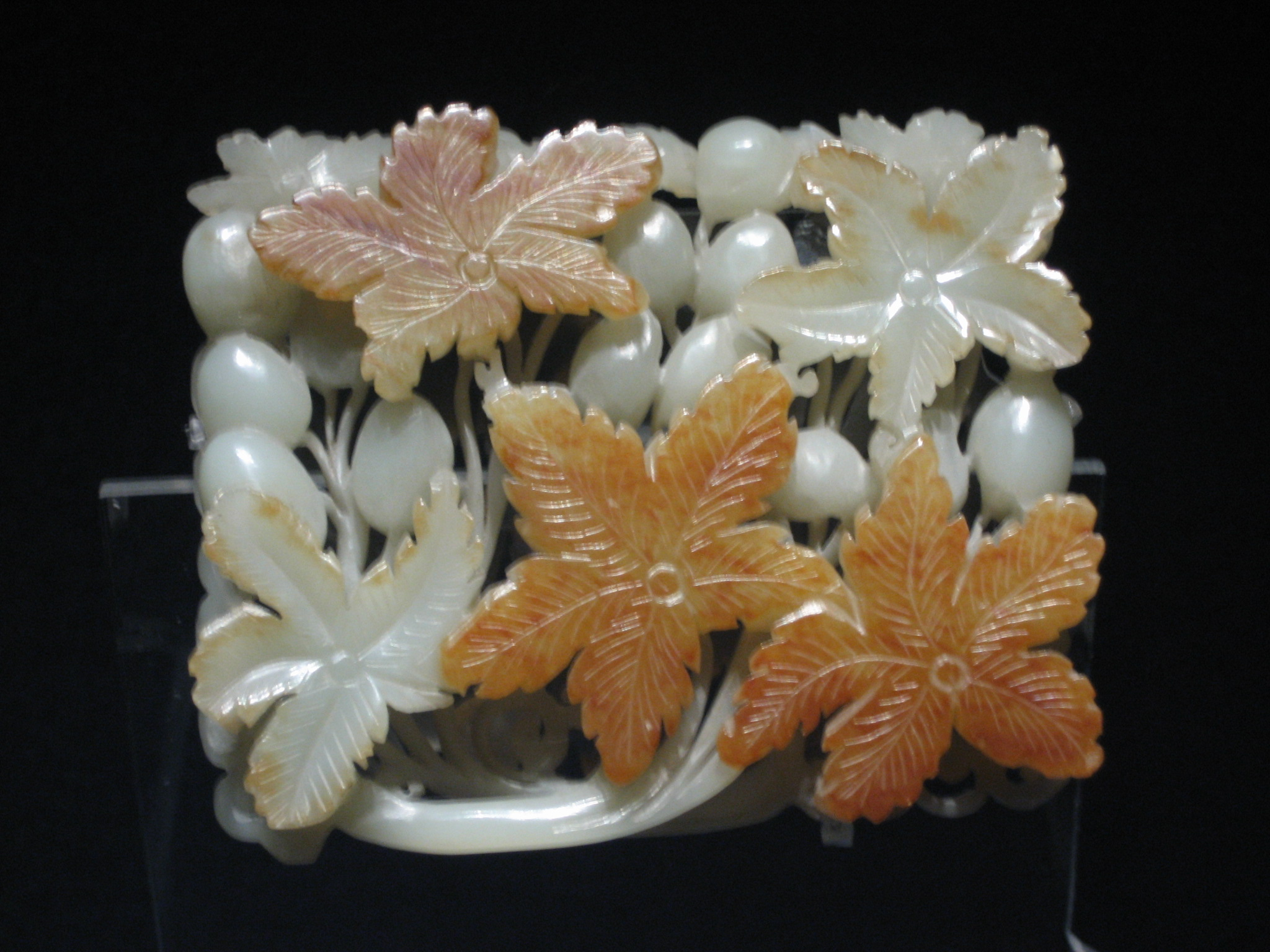
Китайський нефритовий орнамент з квітковим дизайном, династія Цзінь (1115–1234 рр. н. е.), Шанхайський музей.

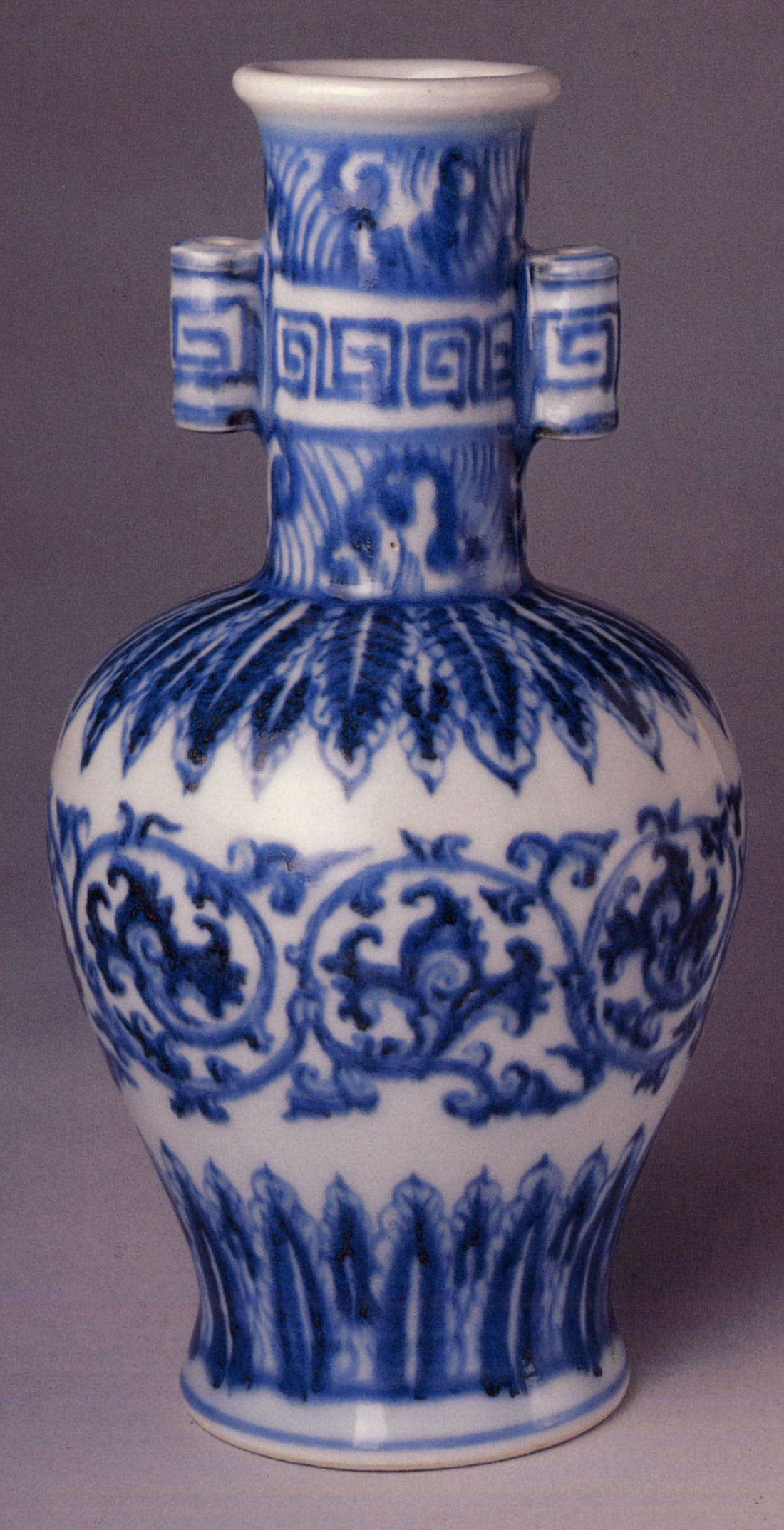
Династії Мін Чжу Чжанцзі (1426-35) імперська блакитно-біла ваза. Музей мистецтв Метрополітен, Нью-Йорк.

Мистецтво Китаю — культурні цінності, надбані китайським народом протягом історії. На нього впливали великі філософи, релігійні діячі і навіть політичні лідери. Прихід буддизму та сучасний західний вплив спричинили особливо великі зміни. Китайське мистецтво охоплює образотворче мистецтво, народне мистецтво та виконавське мистецтво.

## Історія

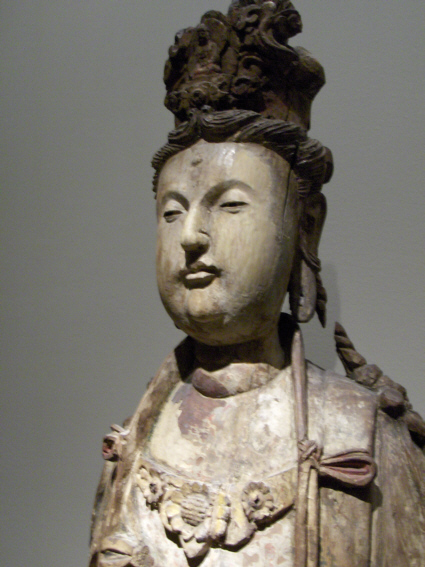
Статуя Бодхісаттви з династії Сун (960—1279 рр. н. е.)

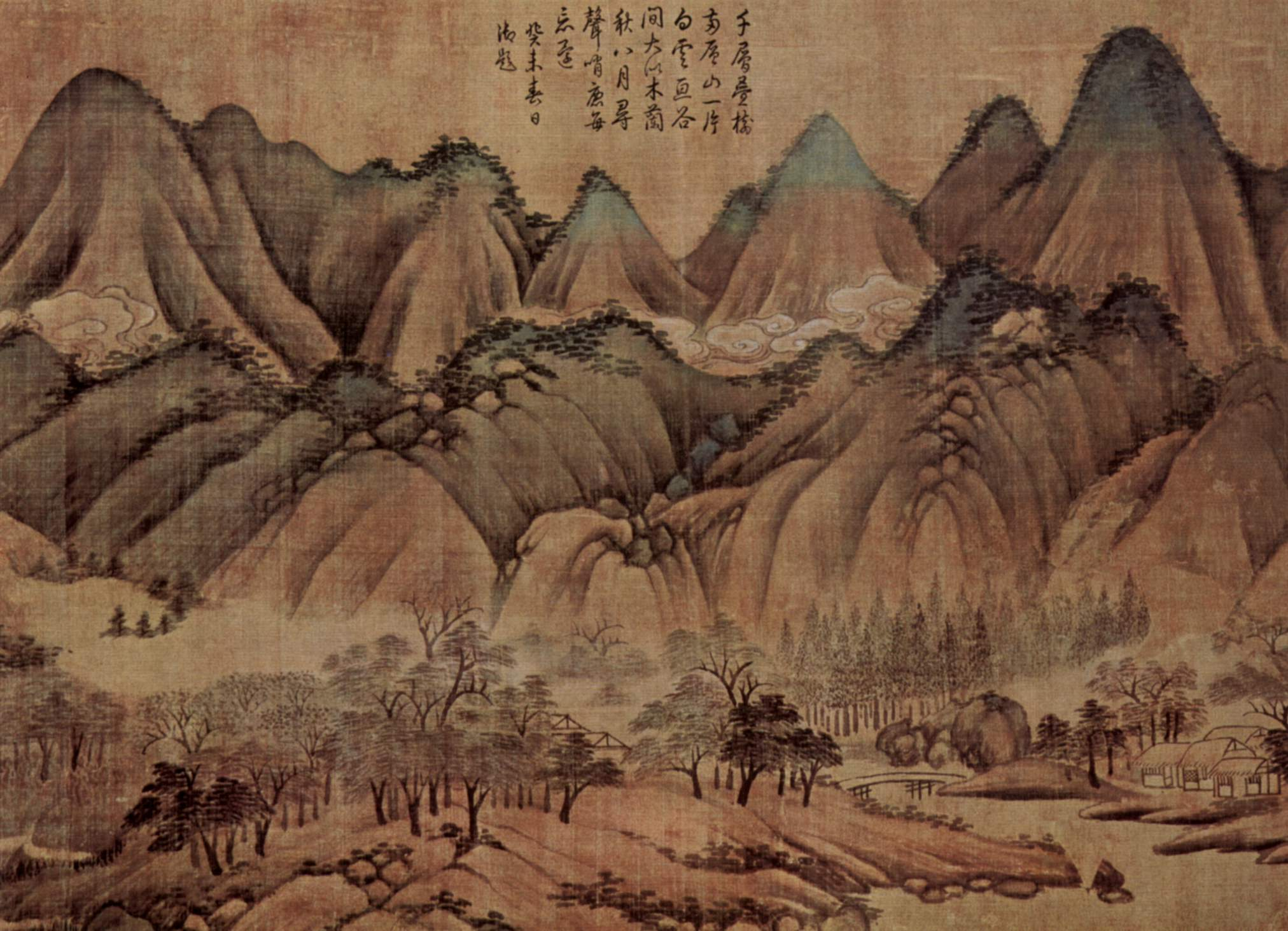
Зелені пагорби та білі хмари, Ґао Кеґун, 1270—1310 рр. Н. Е.

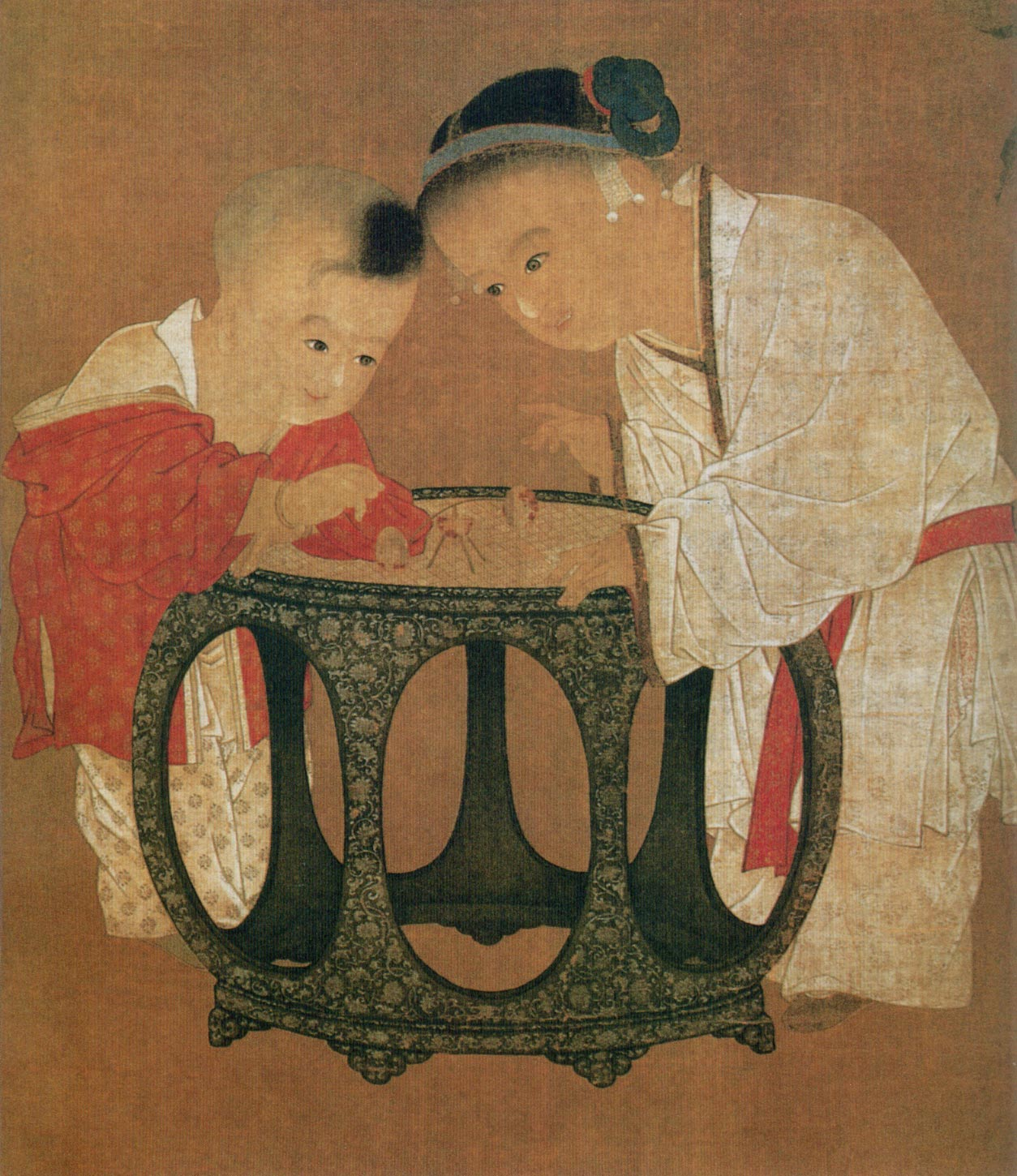
«Діти, що граються на осінньому подвір'ї» макро деталізація малюнка на шовку, написаного Су Ханчен (1130–1160-ті рр.)

У Китаї в період неоліту виготовляли вироби з кераміки та нефриту, до яких додали бронзу в час правління династії Шан. На ранньокитайську музику та поезію мали значний вплив Конфуцій та китайський поет Цюй Юань.
У ранньому імперському Китаї порцеляна була впроваджена і доопрацьована до такої міри, що в англійській мові слово china стало синонімом високоякісної порцеляни. Приблизно в 1 столітті нашої ери буддизм увердився у Китаї, але ипопулярним він став лише у 4 століття. У цей момент китайське буддистське мистецтво почало процвітати, процес тривав до 20 століття. У період Імператорського Китаю каліграфія та живопис стали високо цінованими видами мистецтва у придворних колах, велика робота проводилась над шовком, поки не було винайдено папір.
Буддійська архітектура і скульптура процвітали в династії Суй і Тан. Династія Тан була відкритою для іноземного впливу. Буддистська скульптура повернулася у період Гупта. На шляху до пізньої династії Тан всі іноземні релігії мали заборону на підтримку даосизму.
Мистецтво доби Цинь (221—207 pp. до н. е.) було спрямоване на втілення імперських ідей об'єднання країни у могутню державу та уславлення богоподібного імператора. Грандіозним проєктом цієї доби є спорудження Великої Китайської стіни (IV—III ст. до н. е.) вздовж північного кордону Китаю для захисту від набігів кочівників. Спочатку її спорудили з лісу та очерету, пізніше облицювали каменем.
Важливим архітектурним комплексом доби став підземний некрополь імператора. До складу некрополя увійшла глиняна армія імператора Цинь Шихуанді. У глибоких траншеях вміщено керамічні фігури воїнів і коней у реальних розмірах. Загальна кількість статуй — 10 тисяч і кожне обличчя не повторюється.
У Пекіні потужним храмовим ансамблем є яньтан — Храм Неба (1420—1530). У його плані використані давні ідеї космогонічних циклів, коловороту стихій, єдності світобудови, втілені в символізмі квадратури кола. Архітектурна композиція храму побудована на спіставленні круглих терас храмів, що уособлювали небо, і квадратних платформ, що символізували землю. В архітектурно-ландшафтних ансамблях відображено складний і суперечливий досвід Китаю з груповою свідомістю, орієнтованою на почуття відповідальності.

## Класифікація

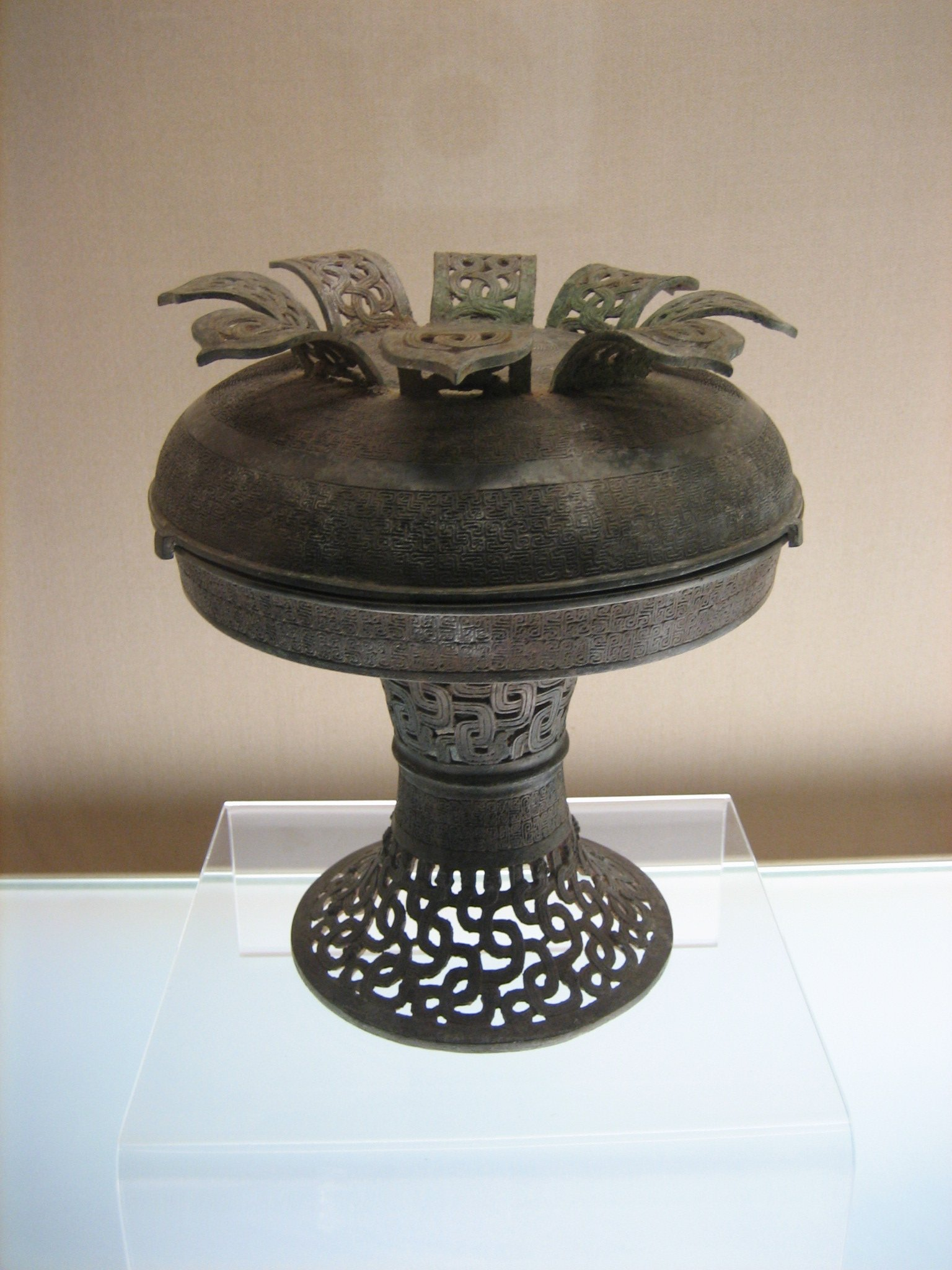
Китайська ваза з переплетеним драконовим дизайном, весняно-осінній період (722 р. до н. е. — 481 р. до н. е.).

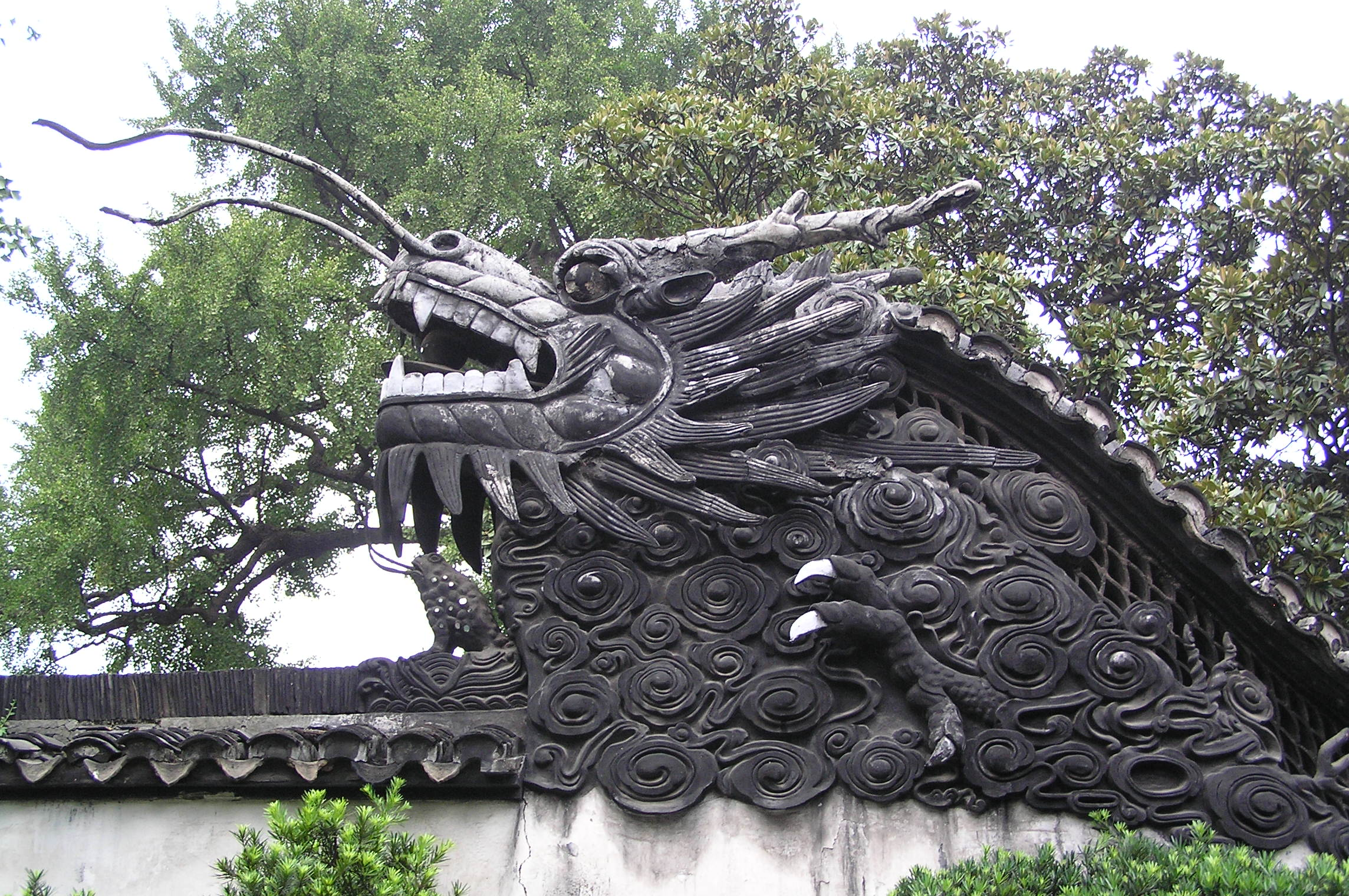
Скульптура китайського дракона

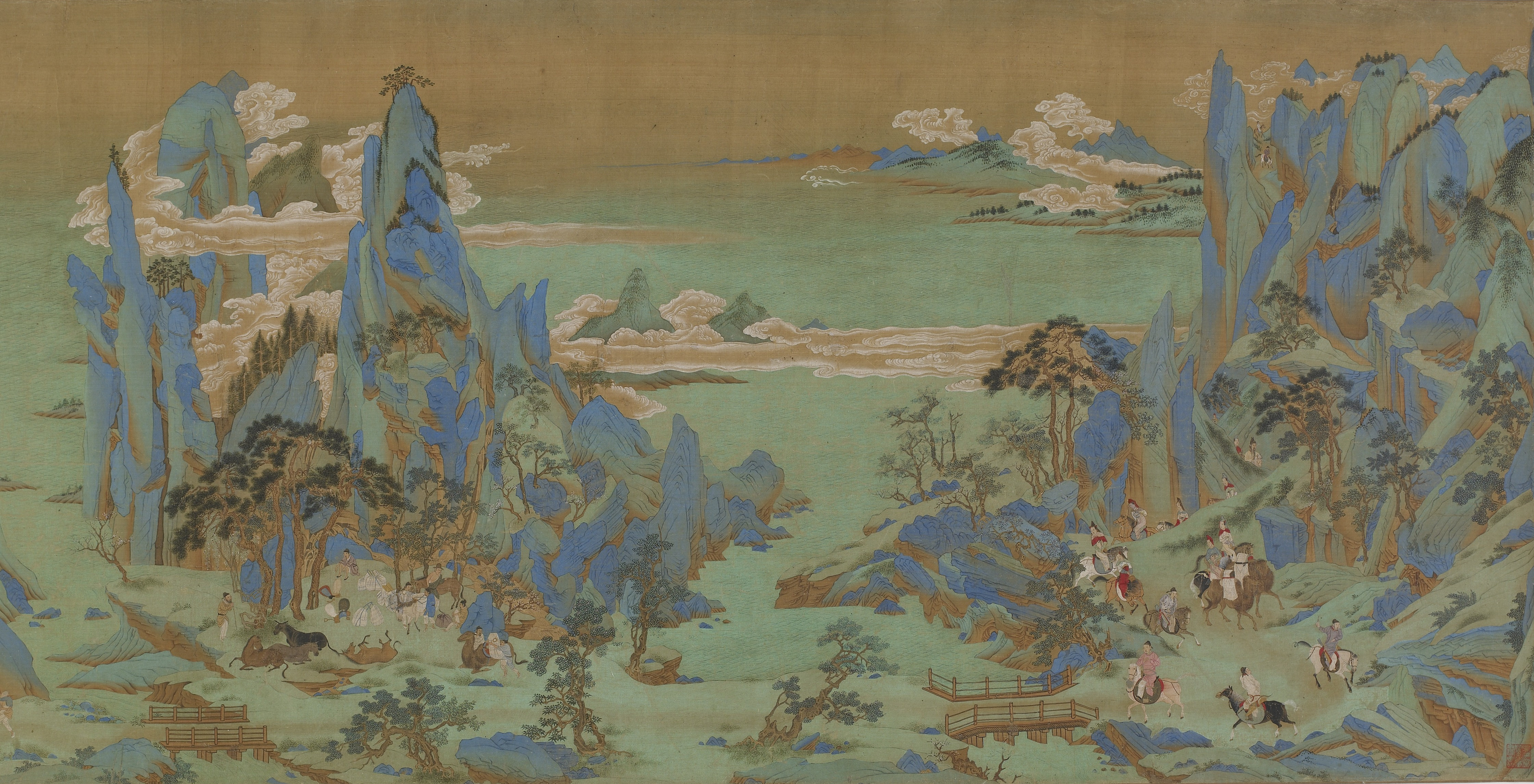
Подорож імператора Сюаньцзуна в Сичуань, картина династії Мін після Цю Їн (1494—1552).

| Вид мистецтва               | Основне мистецтво             | Основна категорія              | Початок ери                             |
| --------------------------- | ----------------------------- | ------------------------------ | --------------------------------------- |
| Китайське народне мистецтво | Різання паперу                | Китайський різання паперу      | Східна династія Хань                    |
| Китайське народне мистецтво | Різання паперу                | Китайський паперовий складаний | Східна династія Хань                    |
| Китайське народне мистецтво | Ляльковий                     | Ляльковий театр у рукавичках   |                                         |
| Китайське народне мистецтво | Ляльковий                     | Китайський театр тіней         | Династія Хань                           |
| Китайське народне мистецтво | Рукоділля                     | Китайський вузол               | Династія Тан                            |
| Література                  | Китайська література          | Китайські класичні тексти      | Весняно-осінній період                  |
| Література                  | Китайська література          | Китайська поезія               | Весняно-осінній період                  |
| Література                  | Китайська література          | Китайська історіографія        | Весняно-осінній період                  |
| Література                  | Китайська література          | Китайський словник             | Династія Чжоу                           |
| Візуальне мистецтво         |                               |                                |                                         |
| Кераміка                    | Китайська кераміка            | Палеоліт                       |                                         |
| Вишивка                     | Китайська вишивка             | Неоліт                         |                                         |
| Китайський живопис          | Живопис династії Мін          | Династія Мін                   |                                         |
| Китайський живопис          | Живопис династії Тан          | Династія Тан                   |                                         |
| Китайський живопис          | Фарба чорнилом та миттям      | Династія Тан                   |                                         |
| Китайський живопис          | Живопис Шань Шуй              | Династія пісень                |                                         |
| Фотографія                  |                               | 19 століття                    |                                         |
| Китайська каліграфія        | Сценарій оракулової кістки    | Династія Шан                   |                                         |
| Китайська каліграфія        | Скорописний сценарій          | Династія Хань                  |                                         |
| Китайська каліграфія        | Малювання даоських талісманів | Династія Тан                   |                                         |
| Комікси                     | Ляньхуанхуа                   | 1880-ті                        |                                         |
| Комікси                     | Манхуа                        | 1880-ті, названі 1920-ми       |                                         |
| Фільм                       | Кіно Китаю                    |                                | 1890-ті                                 |
| Фільм                       | Китайська анімація            |                                | 1920-ті                                 |
| Китайська музика            |                               |                                |                                         |
| Традиційні                  | Інструментальний              | Династія Чжоу                  |                                         |
| Традиційні                  | Яюе                           | Західна династія Чжоу          |                                         |
| Сучасна                     | Національна музика            | 1910-ті                        |                                         |
| Сучасна                     | С-поп                         | 1920-ті                        |                                         |
| Сучасна                     | Китайський рок                | 1980-ті                        |                                         |
| Виконавські види мистецтва  | Естрадне мистецтво            | Китайське естрадне мистецтво   | Династія Хань                           |
| Виконавські види мистецтва  | Китайська опера               | Пекінська опера                |                                         |
| Виконавські види мистецтва  | Китайська опера               | Кунку                          |                                         |
| Виконавські види мистецтва  | Китайська опера               | Кантонська опера               |                                         |
| Виконавські види мистецтва  | Театр                         | Сяньшен                        | Династія Мін                            |
| Виконавські види мистецтва  | Шурачан розповідь             | Кві                            | Династичні часи, названі в 1940-х роках |
| Виконавські види мистецтва  | Танці                         | Танець дракона                 |                                         |
| Виконавські види мистецтва  | Танці                         | Танець лева                    |                                         |
| Архітектура                 | Ландшафтна архітектура        | Китайська архітектура          |                                         |
| Садівництво                 | Китайський сад                | Сад вченого                    | Династія Чжоу                           |
| Садівництво                 | Бонсай                        | Пенцзін                        |                                         |

## Китайська блакитно-біла порцеляна
Китайська блакитно-біла порцеляна — основний вид товарів на західних аукціонах західних мистецтв. Станом на 2016 рік китайські блакитно-білі порцелянові антикваріати продаються за мільйони доларів США.

### Рання китайська поезія
До Книги пісень (Ши цзін), другою ранньою і впливовою поетичною антологією були Пісні Чу, що складаються переважно з віршів, приписуваних напівлегендарному Цю Юаню (близько 340—278 рр. до н. е.) та його послідовнику Сун Ю (IV ст. до н. е.). Пісні в цій збірці є ліричнішими та романтичнішими, виконані на відміну від традиції класичної поезії (Ши Цзін). Багато робіт у тексті пов'язані з шаманізмом. Є також описи фантастичних пейзажів, приклади першої пейзажної поезії Китаю. Найдовший вірш «Зустріч скорботи» був написаний як політична алегорія.

### Поезія династій Хань та Північ
Протягом династії Хань лірика Чу перетворилася на фу (賦), вірш, як правило, у римованих віршах, за винятком вступних та заключних уривків, які містяться у прозі, часто у формі запитань та відповідей. Починаючи з династії Хань, процес, подібний до витоків Ши цзін, породив вірші юефу.
У північних династіях історичні дані свідчать про те, що Цао Цао був блискучим правителем і поетом. Цао Цао також був батьком відомих поетів Цао Пі та Цао Чжи. Цао Пі відомий тим, що написав перший китайський вірш із використанням семи складів на рядок (七言 詩), вірша燕 歌行.
Цао Чжи в ранньому віці демонстрував свою дотепність і був кандидатом на престол. Мав здібності до поезії, що заохочувалося підлеглими чиновниками його батька. Пізніше він оточив себе групою поетів і чиновників з літературними інтересами, включаючи тих, хто постійно демонстрував свою кмітливість.
Поезія Дао Цяня вплинула на творчість багатьох наступних поетів. До нашого часу дійшли близько 120 його віршів, які зображують ідилічне життя хліборобів.

### Золотий вік китайської поезії
Юефу — китайські вірші, складені в стилі народної пісні. Цей термін означає «Музичне бюро», посилання на урядову організацію, яка спочатку була уповноважена збирати або писати тексти пісень.
Рядки мають нерівномірну довжину, хоча найпоширенішими є п'ять символів. Кожен вірш дотримується одного із низки шаблонів, визначених назвою пісні.
З 2 століття нашої ери юефу почав переростати в ши — форму, яка повинна була домінувати в китайській поезії до сучасної ери. Автори цих віршів взяли п'яти- символьну лінію юефа і використовували його, щоб висловити складніші ідеї. Вірш ши був вираженням особистості поета.
Гуші («старі вірші») написані у такій самій формі пізнішими поетами. Гуші не є джінтіші (регламентований вірш). Письменник гуші не зазнавав жодних формальних обмежень, окрім довжини рядка та рими (у кожному другому рядку).
Регульований вірш розвивався з V століття. За династії Тан була розроблена серія зразків, які мали на меті забезпечити баланс між чотирма тонами класичної китайської мови в кожному куплеті: рівним тоном і трьома відхиленими тонами (зростання, падіння та входження). Династія Тан була вершиною джинтіші.

### Лі Бо і Ду Фу
Лі Бо і Ду Фу жили за часів династії Тан. Їх вважають найбільшими з китайських поетів.

Гігантський Будда Лешан, 71 метр заввишки, будівництво розпочато в 713 р. Завершено дев'яносто років потому.

Понад тисячу віршів приписують Лі Бо, але справжність багатьох з них непевна. Він найвідоміший своїми віршами юефу, які є напруженими і часто фантастичними. Його часто асоціюють з даосизмом. Його гуфен («древні ефіри») часто приймає точку зору конфуціанського мораліста, і багато з його випадкових віршів досить умовні.
Існує багато легенд про те, як Лі Бо без особливих зусиль складав свою поезію, навіть коли був напідпитку; його улюблена форма — дзюджу (чотиривірш із п'яти або семи символів). Лі Бо писав класичні вірші, вірші в жанрі народних пісень «юефу», чотиривірші, ритмічну прозу «фу» і прозу класичну. Взаємодія Лі Бо з природою, дружба та його спостереження за життям — тема найкращих повідомляють його найкращі вірші. Деякі з решти, такі як Чанган сін (у перекладі Езри Паунда як Дружина річкового купця: лист), фіксують труднощі чи емоції простих людей.
З часів династії Сун критики називали Ду Фу «істориком-поетом». Найбільш історичними з його віршів є ті, що коментують військову тактику або успіхи та невдачі уряду, або вірші-поради, які він написав імператору.
(. З 750) Одна з найбільш ранніх збережених робіт Д Фу, Пісня про вагонах, озвучує страждання в призовних солдатів в царській армії, ще до початку повстання; цей вірш виявляє напруженість між необхідністю прийняття та виконання своїх обов'язків та чіткою свідомістю страждань, які це може спричинити.
Робота Ду Фу відрізняється насамперед своїм асортиментом. Він опанував усіма формами китайської поезії: Чоу каже, що в будь-якій формі він «або робив видатні досягнення, або робив видатні приклади» (с. 56). Крім того, у його віршах використовується широкий діапазон реєстрів — від прямого та розмовного до натякового та самосвідомо літературного. Сенс його творчості змінювався, коли він розвивав свій стиль і пристосовувався до свого оточення (" хамелеоноподібний " за Уотсоном): його найдавніші твори виконані у відносно похідному, куртуазному стилі, але він вступив у свої права в роки повстання. Оуен коментує «похмуру простоту» віршів Циньчжоу, що відображає пустельний пейзаж (с. 425); твори його періоду Ченду «легкі, часто добре спостерігаються» (с. 427); тоді як вірші пізнього періоду Куйчжоу мають «щільність і силу зору» (с. 433).

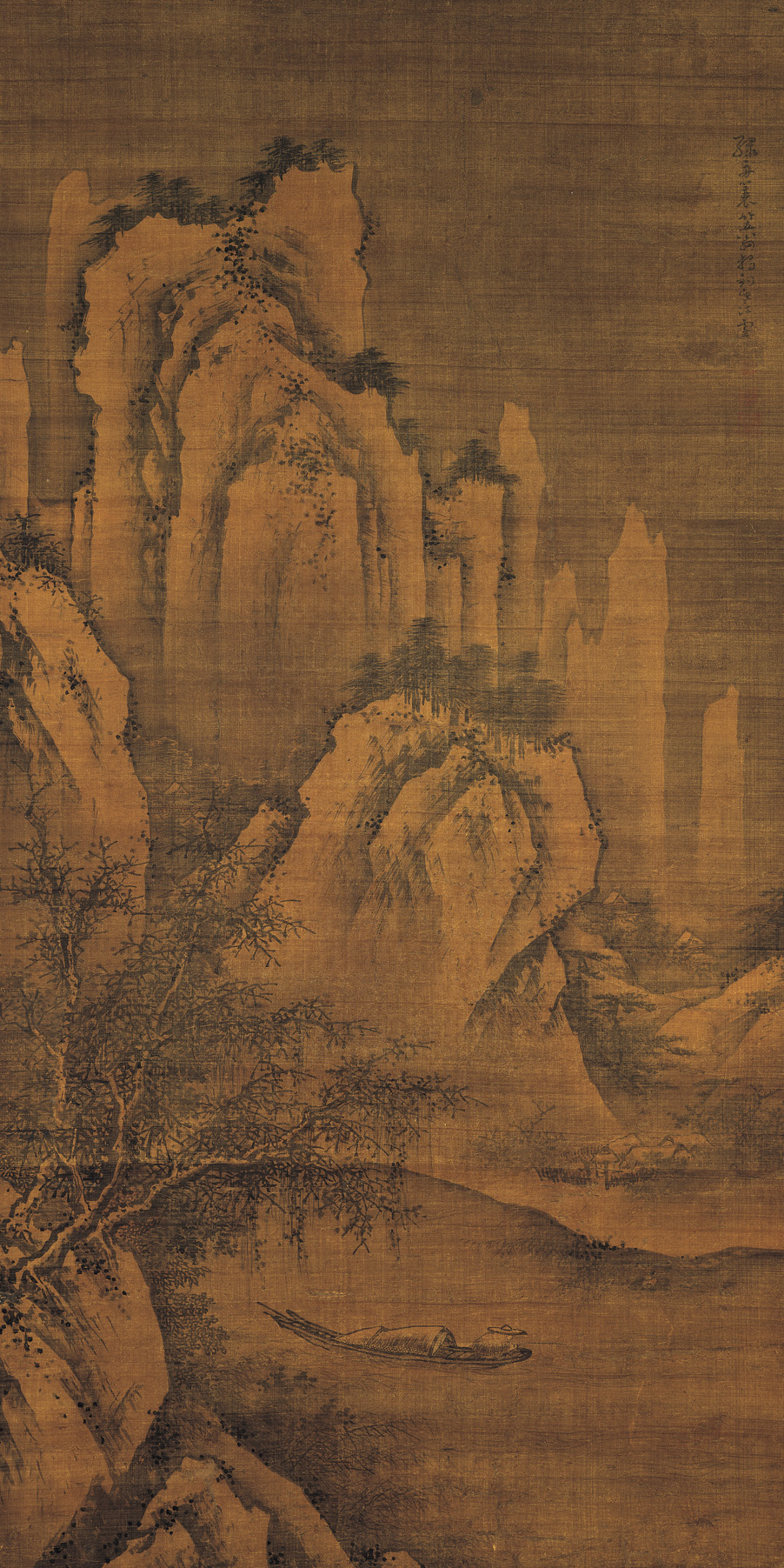
Пейзаж Чжоу Веньцзіна, що містить частину вірша Лю Цзун'юаня «Зимовий сніг» у верхньому правому куіт

Лі Шан'їнь був китайським поетом пізньої династії Тан. Він був типовим поетом пізнього Тану: його твори чуттєві, щільні та натякаючі. Остання якість надзвичайно ускладнює адекватний переклад. Багато його віршів мають політичні, романтичні чи філософські наслідки, але часто незрозуміло, які з них слід читати в кожному творі.
Лі Юй був китайським поетом і останнім правителем королівства Південний Тан. Його найвідоміші вірші були написані в роки після того, як Пісня офіційно закінчила його правління в 975 році і повернула його в полон до столиці Сун, Біньцзін (нині Кайфен). Роботи Лі з цього періоду зупиняються на його жалі за втраченим царством та задоволеннях, які воно йому принесло. Остаточно його отруїв імператор Сун у 978 році.
Лі Ю розвинув ци, розширивши сферу його дії від любові до історії та філософії, особливо у своїх пізніших роботах. Він також представив форму двох строф і чудово використав контрасти між довшими рядками з дев'яти символів та коротшими з трьох і п'яти.

## Музика

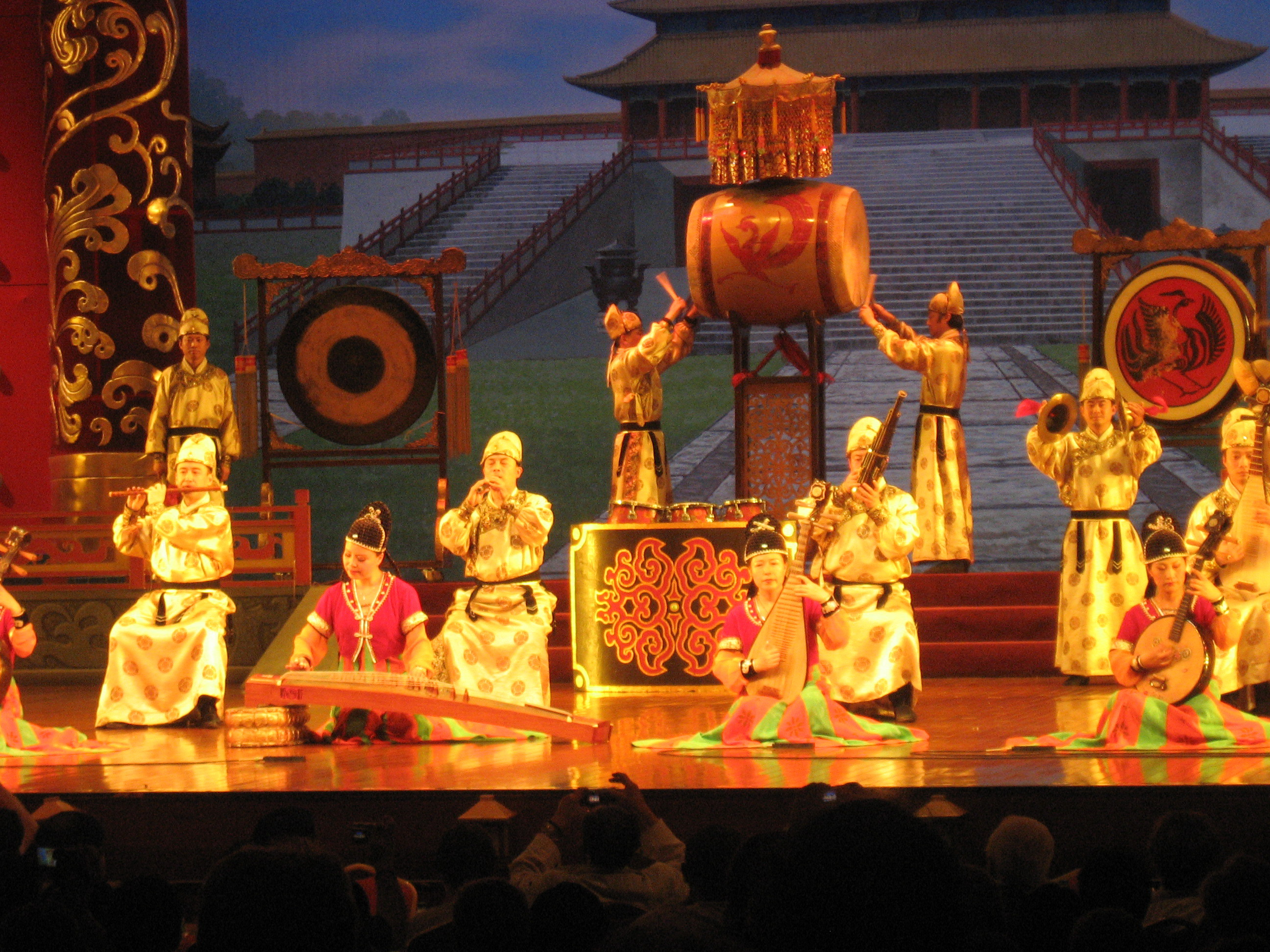
Китайський концерт у традиційному стилі у Китаї

### Рання китайська музика

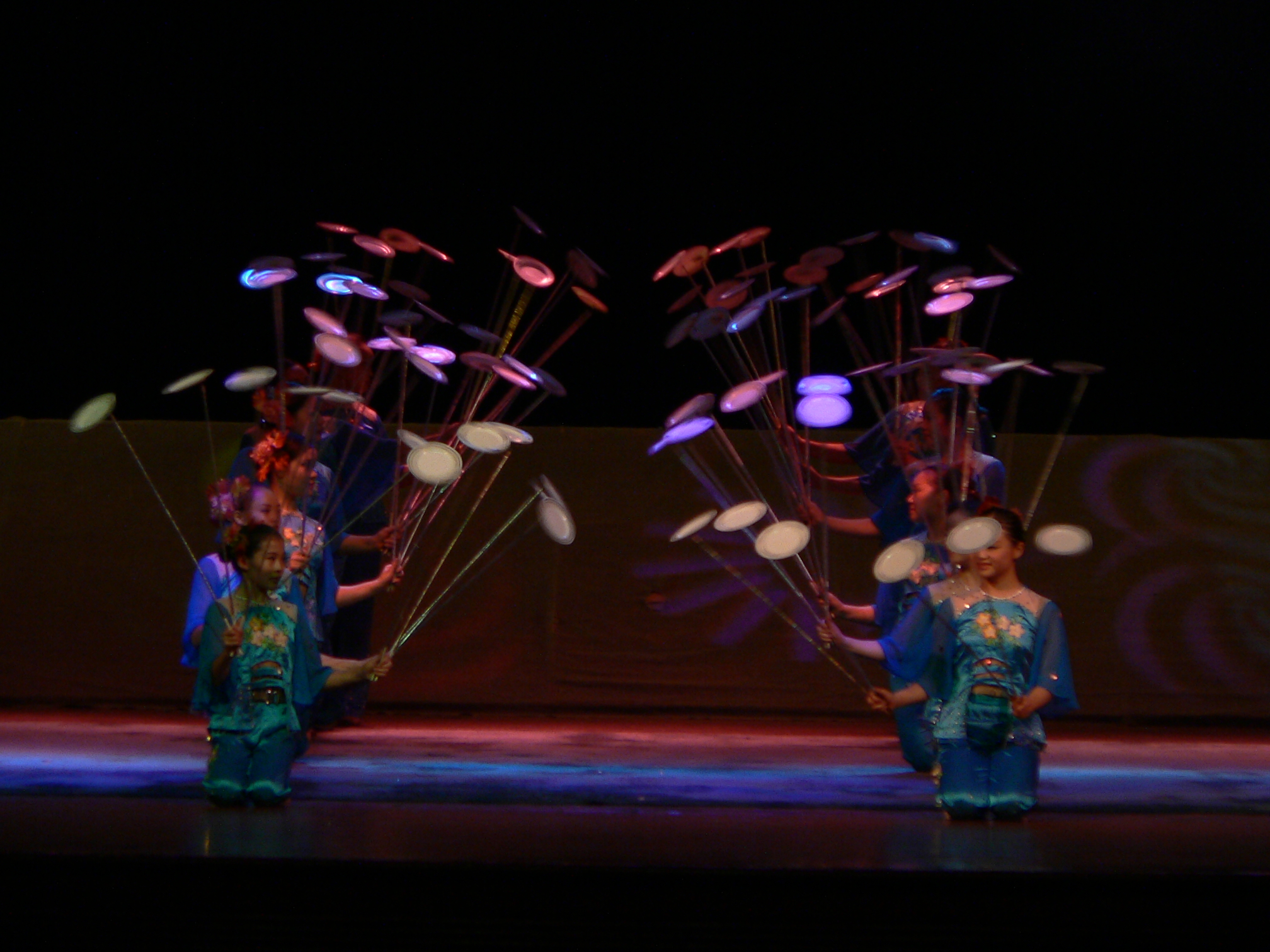
Китайське естрадне мистецтво, також відоме на заході як «китайський цирк»

### Юаньська драма

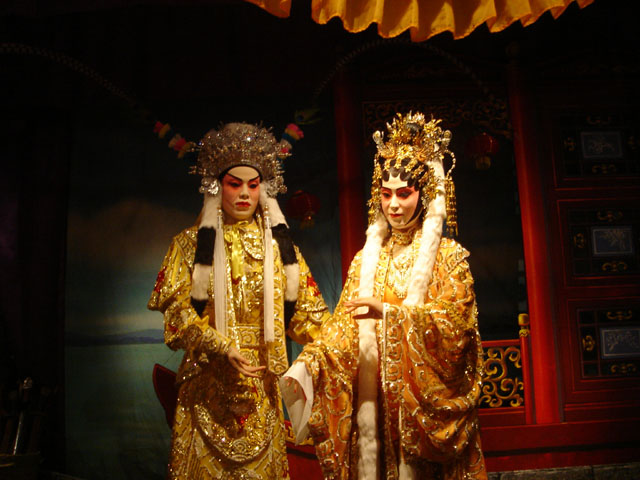
Сучасні виконавці кантонської опери в Гонконзі

### Пекінська опера

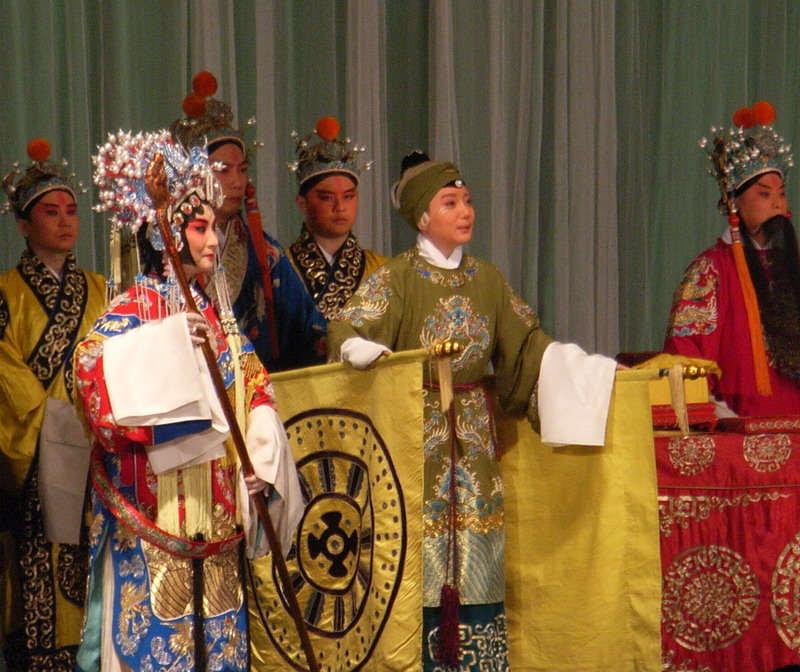
Пекінська оперна сцена.

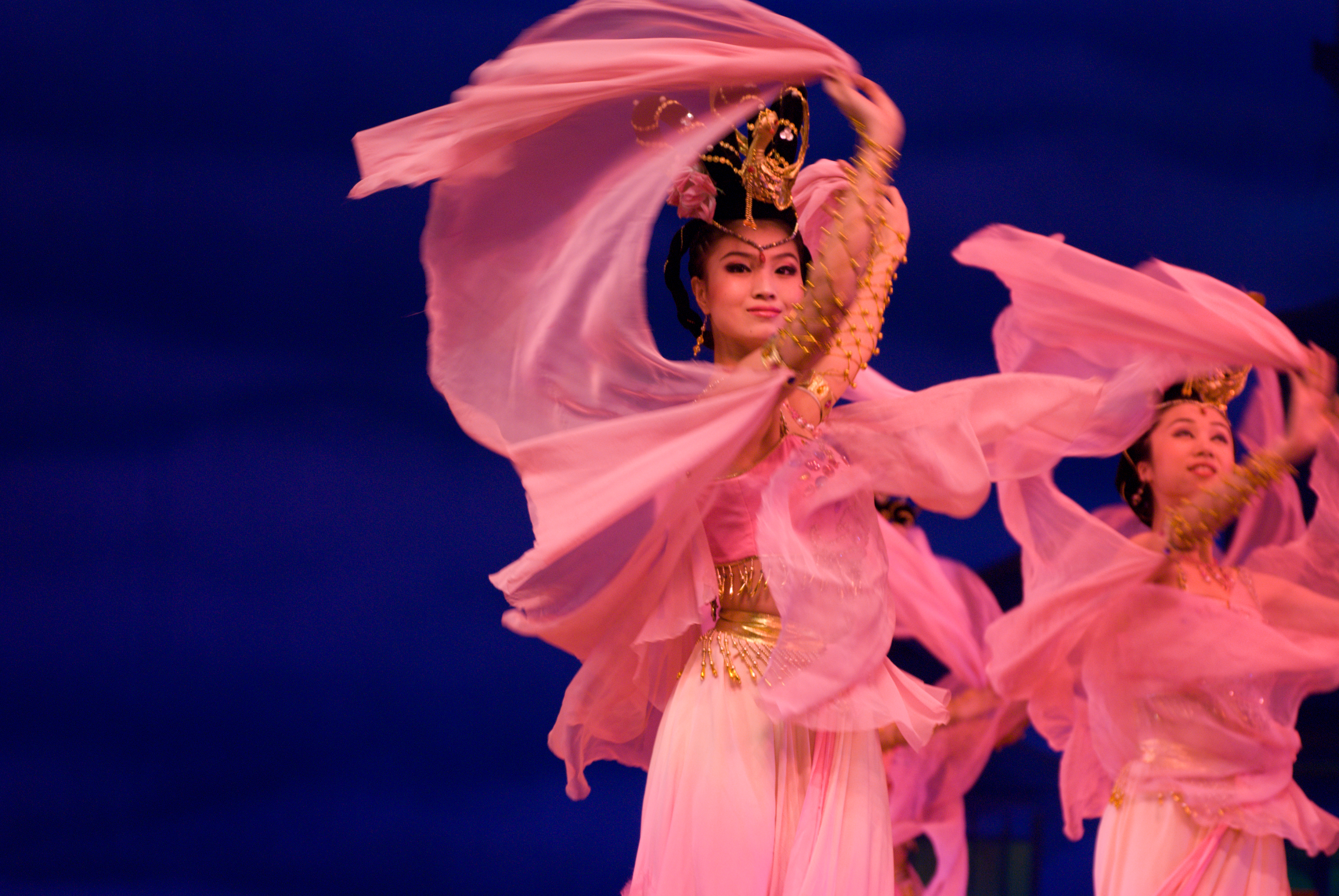
Китайський танець

### Китайські картини

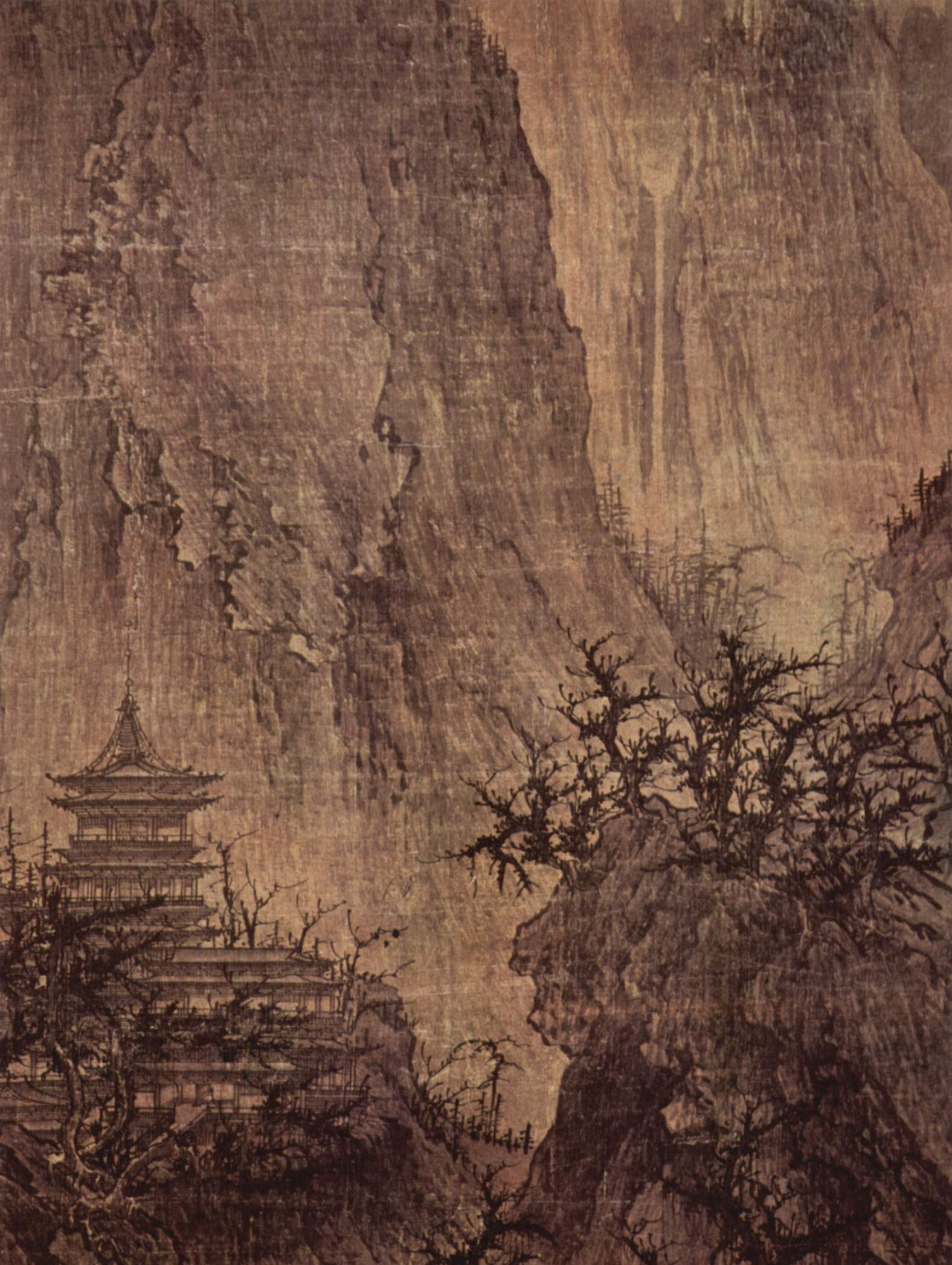
Буддійський храм у горах, 11 століття, чорнило на шовку, Музей мистецтв Нельсона-Аткінса, Канзас-Сіті (штат Міссурі).
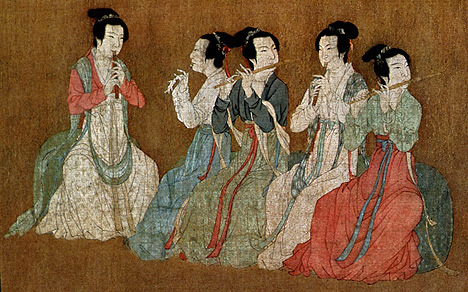
Деталі з "Нічних розваг Хань Сізай" Гу Хунчжунга
«Голуб на гілці персика»; імператором Хуйзунгом Сун, північна династія Сун, 1108 або 1109 рр. н. е
Лян Кай
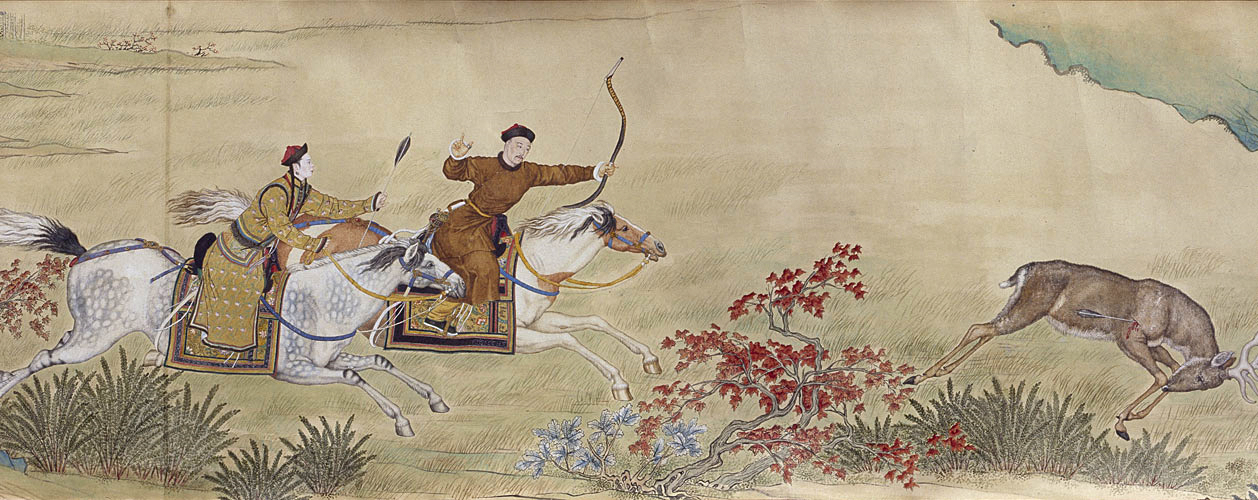
Імператорське полювання, написане Джузеппе Кастільйоне (1688–1766), імператорським палацом імператорів, італійським живописцем у династії Цин в Китаї.

## Народна творчість

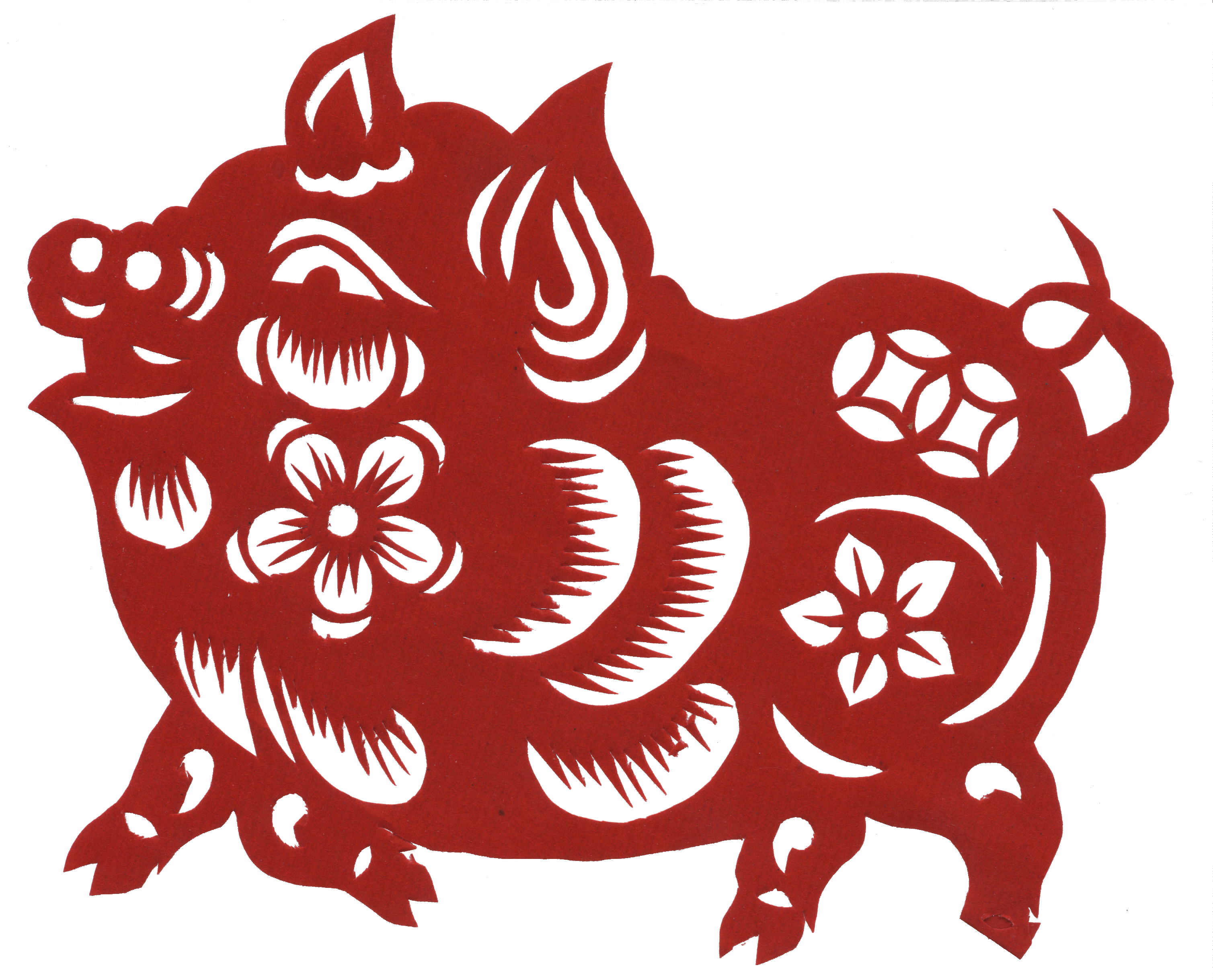
Вирізання з паперу свині, Святкування Нового року, року Свині

### Пісенна поезія
Ци — це різновид ліричної китайської поезії. Починаючи з династії Лян, ци дотримувались традицій Ши цзін та юефу: це були тексти, які з анонімних популярних пісень (деякі із середньоазіатського походження) перетворилися на витончений літературний жанр. Форма отримала подальший розвиток в династії Тан, і була найпопулярнішою в династії Сун. Ци найчастіше висловлював почуття бажання, часто в усиновленій особі, але найбільші представники форми (такі як Лі Юй та Су Ши) використовували її для вирішення широкого кола тем. До відомих поетів династії Сун належать Лі Цінчжао, Лу Ю, Мей Яочень, Оуян Сю, Су Ши, Ван Аньши та Сінь Ціцзі.
Автор династії Мін Ґао Ці визнаний великим практиком поезії за часів династії Мін. Його вірші є відходом від попередніх династій і сформували новий стиль поезії в династії Мін. Чжан Дай визнаний найбільшим есеїстом династії Мін. Вень Чженхен, правнук Вень Чженмін, написав класику про садову архітектуру та дизайн інтер'єру — Чжан У Чжи (Про зайві речі).